# Fama Records
Fama Records, dite aussi Discos Fama, est l'un des labels indépendants les plus importants aux États-Unis dans les années 1970 et 1980, parmi ceux qui se consacrent à la musique régionale mexicaine.

## Histoire
Arthur Walker fonde  Fama Records, en 1968, à San Jose. Le label sert de tremplin à la carrière de groupes légendaires de Musique régionale mexicaine. Beaucoup de ces artistes rejoignent Fonovisa vers le milieu des années 1980. 
Après des années d'inactivité, Fama Records a été acquise par Thump Records, spécialisée dans la musique « Low-rider », et basée à Brea, en Californie, dont elle est devenue la division consacrée aux productions en langue espagnole.

## Principaux artistes
- Los Tigres Del Norte
- Los Alegres de Terán
- Bronco
- Los Humildes
- Chavela et Su Grupo Express
- Costa Chica
- Carlos y Sus Vagos
- Hector Montemayor
- Mariachi Vargas de Tecalitlán
- Rudy Sanchez Y Sus Continentales
- Los Inocentes
- Rigoberto Rosales Y Sus Riobravenses
- Hermanos Torres
- Los Tijuaneros
- Los Comettas
- Sonora Casino de Gilberto Bustos
- Los Coyotes Del Rio Bravo (Alfonso Villagomez et Poncho Villagomez)
- Ritmo 7
- Los Buhos
- Los Errantes Del Valle
- Memo Lugo Y Los Lobos Del Norte
- Grupo Aguaprieta